# Cremys
Cremys is een kevergeslacht uit de familie van de boktorren (Cerambycidae). De wetenschappelijke naam van het geslacht werd voor het eerst geldig gepubliceerd in 1864 door Pascoe.

## Soorten
Cremys omvat de volgende soorten:
- Cremys cleroides (McKeown, 1938)
- Cremys diophthalmus (Pascoe, 1862)